# Джакомо Рекко
Джакомо Рекко (італ. Giacomo Recco; 1603, Неаполь — бл. 1654. Неаполь) — італійський художник, майстер натюрмортів. 

## Життєпис
За новими даними засновником жанру натюрморту в Неаполі став художник Лука Форте (бл.1600—бл. 1670). Джакомо Рекко або навчався у Форте, або вивчав його твори, але спеціалізувався на квіткових натюрмортах. Сам став засновником династії майстрів натюрмортів у Неаполі.
Народився в Неаполі. Мав брата — Рекко Джованні Баттіста (1615 - 1660 ), що теж був художником і створював натюрморти.
Мав сина, Джузеппе Рекко (1634 — 1695), що працював у Неаполі, згодом перебрався на працю у Мадрид. Помер у Іспанії. Окрім сина учнем Джакомо Рекко був художник Паоло Порпора (1617—673), що виробив особливий підхід до створення і до сюжетів власних натюрмортів. Твори Порпори  були на межі різних жанрів.
Онуки Джакомо, Ніколо та Елена Рекко, другорядні неаполітанські художники, що теж малювали натюрморти.

## Галерея вибраних творів

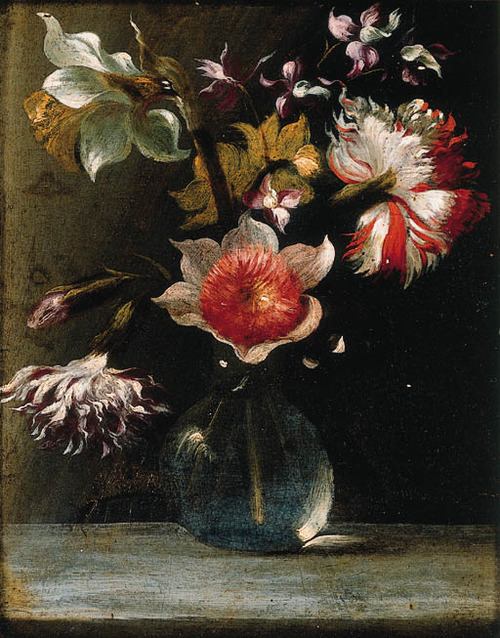
Джакомо Рекко. «Букет весняних квітів в скляній вазі»

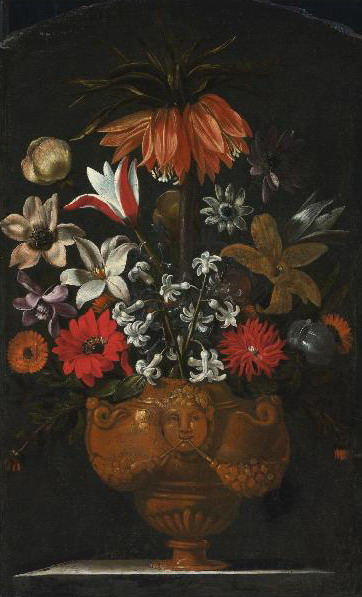
«Весняні квіти в керамічній вазі з гірляндами»
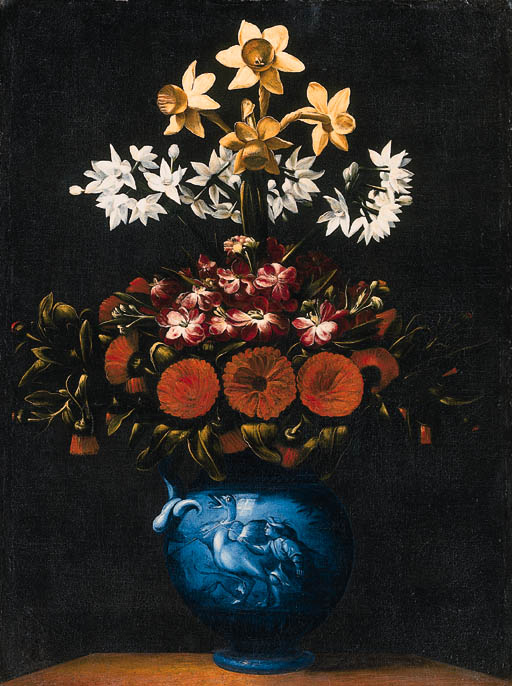
«Букет з нарцисами в фаянсовій вазі»